# Taxi Club
Taxi Club byl spotřebitelský klub uživatelů taxi služeb působící v Praze. Cca od roku 2015 je neaktivní, webové stránky jsou nefunkční. Sdružoval uživatele taxi a díky tomu vyjednával skupinové slevy. Členem Taxi Clubu se člověk stal stažením aplikace. V prosinci 2012 vyhrála mobilní aplikace Taxi Clubu první místo v soutěži diváků na přehlídce AppParade. Pro platformu Android byla k dispozici aplikace. Pro uživatele iPhone byl k dispozici mobilní web.